# 銀作局
銀作局，明代宦官八局之一，設於洪武三十年，掌管打造金銀器飾，如金銀錢、金銀豆葉、金銀錠等，僅供欽賞之用。初設大使副使各一員，後改設掌印太監一員，下設管理、僉書、寫書、監工等，規模不大。
目前存世的银作局银锭仅有5件，其中3件藏于博物馆，2007年在中国嘉德秋拍的明代刻有“银作局永乐陆年十一月内销铸花银五十两重作头顾阿福匠人仇士平陆字一千陆百七十号”银锭，最後以156.8万元成交。

## 官制
- 掌印太监，一员；
- 管理，无定员；
- 佥书，无定员；
- 写字，无定员；
- 监工，无定员。